# 聖杯
聖杯（せいはい）とは下記の事物を指す。
1. キリスト教の儀式である聖餐に用いられる杯。カリス（羅：Calix 英：en:Chalice）。
2. キリスト教の聖遺物のひとつで、最後の晩餐に使われたとされる杯(英：Holy Chalice)。
3. 中世西ヨーロッパの聖杯伝説に登場する杯（仏：Graal 英：en:Holy Grail）。
4. 英語圏で、入手の難しい「超激レアアイテム」といったニュアンスの代名詞。

以下、聖餐、聖遺物、聖杯伝説の順に解説する。

## 聖餐

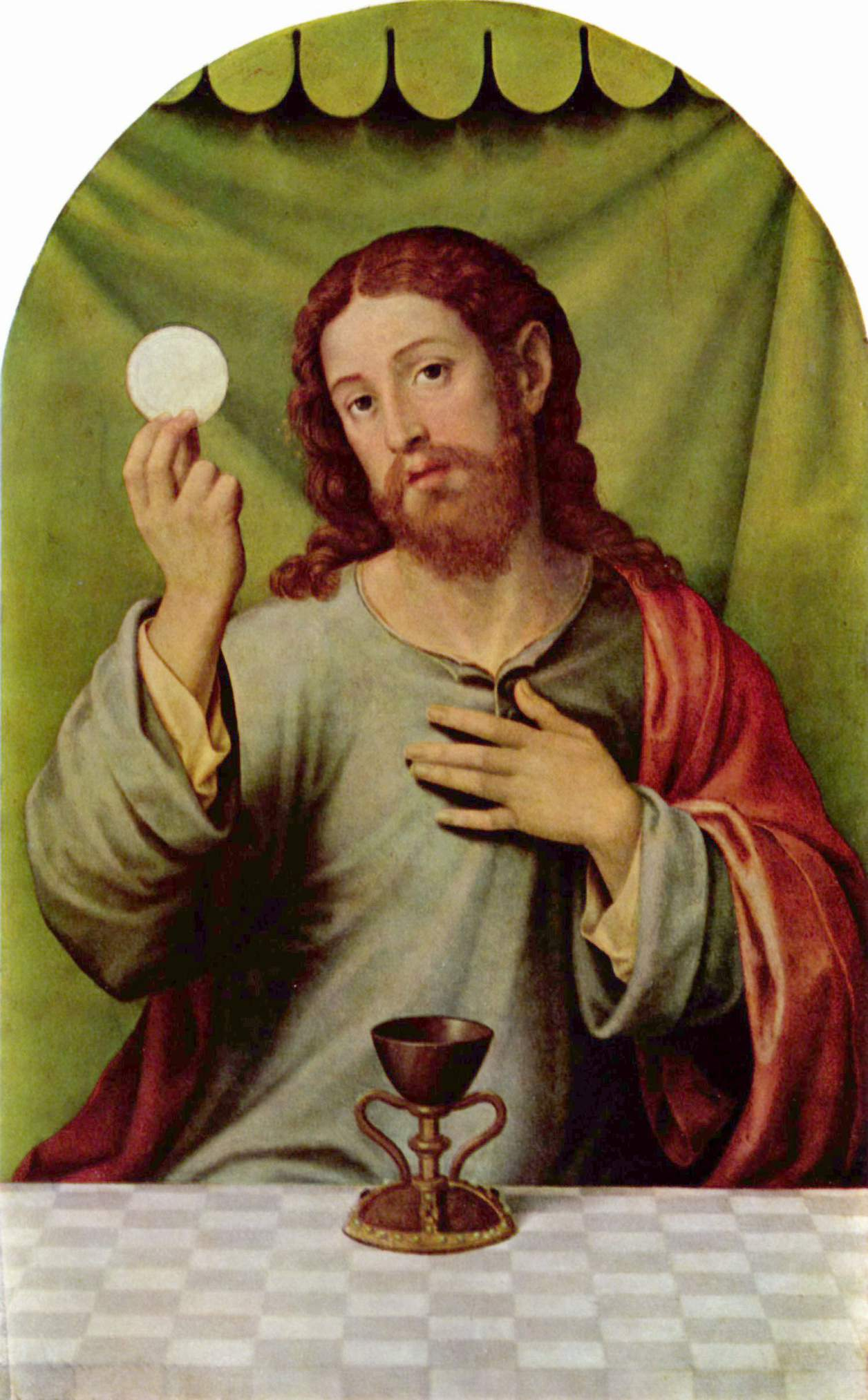
晩餐のキリスト(16世紀)

西方教会では聖杯はカリス、チャリスなどとも表記される。これに対し正教会では聖爵と呼ばれる。
共観福音書によれば、最後の晩餐でイエスはパンを裂き「私の体である」と言って弟子たちに与え、杯を取って「私の血である」と、弟子たちにその杯から（ワインを）飲ませる。『ヨハネによる福音書』にはこの場面はない。
『ルカによる福音書』(22:19)に「わたしの記念としてこのように行いなさい」とある。キリスト教ではこれに由来して聖体拝領の儀式を行う。教派により多少異なるが、たとえばカトリック教会ではカリス(聖杯)に水で薄めたワインを入れ、パンとしてホスチア（無発酵パン。薄いウェハース）を用いる。

## 聖遺物
イエスと弟子たちの最後の晩餐に使われたものと信じられている聖杯はいくつか存在する。
1. エルサレム近くの教会にあったとされるもの
  - 7世紀、ガリアの僧(Arculf)が聖地巡礼のさいに、エルサレム近くの教会でそれを見て、触れたと証言している。銀でできており、把っ手が2つ対向して付いていたという。現在の所在は不明。
2. ジェノヴァ大聖堂にあるもの (sacro catino)
  - 1101年にカイサリアで発見されたと伝えられる。対角37cmの6角形で、杯よりも鉢に近い。エメラルドでできていると信じられていたが、ナポレオン・ボナパルトがイタリアを占領したときパリに運ばれ、後に返還されたときには割れており、緑色のガラスであることが分かった。ウォラギネの『黄金伝説』(13世紀)で触れられていたものと思われている。
3. バレンシア大聖堂にあるもの (santo cáliz)
  - イエスの弟子ペトロがローマに持込むが、弾圧の危険に聖杯はいったんピレネーに難を逃れる。その後スペイン内を転々とした後バレンシアに持ち込まれたと伝えられる。直径9cmの半球状、高さ17cm。暗赤色のメノウでできている[2]。1960年にスペインの考古学者(Antonio Beltrán) は、紀元前4世紀から1世紀にエジプトかパレスチナで作られたもので、時代的に合うと主張した。
4. メトロポリタン美術館にあるもの (Antioch Chalice)
  - 1910年にアンティオキアで発見された。外側は鋳物で装飾が施され、内は銀の2重構造になっている。聖杯ではないかとの触れ込みで、1933年のシカゴ万国博覧会（第2回）で展示された。その後の研究によれば、6世紀にアンティオケイアで作られたものとされる。杯ではなく教会で照明用に使われたものと思われる。

## 聖杯伝説

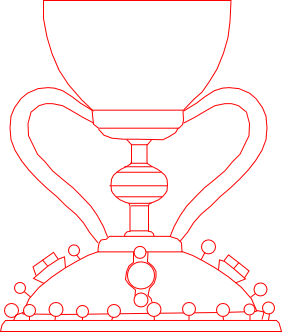
聖杯

イギリス・フランス・ドイツなどを中心に、聖杯を捜し求める騎士の物語、あるいはそれをモチーフにした奇跡譚が数多く語られた。これを聖杯伝説という。
その最初のものは、1180年代にフランスの詩人クレティアン・ド・トロワによる未完の騎士道物語『ペルスヴァル、あるいは聖杯の物語』（原題:Perceval, le Conte du Graal）である。主人公ペルスヴァルが漁夫王の城に招待された席で、その食事のコースの合間ごとにいろんな人物が槍（聖槍?）や燭台を持って現れる。最後に現れた乙女が捧げ持つものが、飾り立てられた聖杯(graal)である。この作品を基にドイツの詩人ヴォルフラム・フォン・エッシェンバッハは大作『パルチヴァール』によって、アーサー王宮廷騎士物語と聖杯物語の融合を成し遂げた。
これをキリスト教に結びつけたのは、フランスの詩人ロベール・ド・ボロン(Robert de Boron)による1190年代の作品であろう。それによれば、アリマタヤのヨセフがキリストの磔刑のさいのイエスの血を聖杯で受けたとし、ヨセフはその聖杯とともにアヴァロンの島に渡った。また、アリマタヤのヨセフはイギリス最初のキリスト教会を作ったと信じられていて、その場所は現在のグラストンベリー修道院（Glastonbury Abbey）とされている。
12世紀にピレネーのカタリ派教会に、聖母マリアが持つ鉢から炎のようなものが出ている壁画があり、これが graal ではないかという説もある。

### Graalの語源
日本語では「聖杯」と訳しているが、これが杯かどうかは定かではない。

Graal は、古代フランス語あるいはプロヴァンス語であって、（中世）ラテン語で「皿」あるいは「食事のコースの一区切り」を意味する gradalis に由来するのではないかという説がある一方で、ラテン語 gradalis は英語の gradual、「段」または「壇」の意味ではないかとの異論もある。作者トロワは、フランドル伯フィリップ・ダルザス (Philippe d'Alsace)から作詞を依頼されたときに、話のネタの提供を受けていたというから、graal は（当時の）フラマン語である可能性も強い。また、ギリシア語のクラテール(krater)「器」に由来するという説もある。
1982年にヘンリー・リンカーンらにより英国で出版されたフィクション "Holy Blood, Holy Grail"（邦題『レンヌ＝ル＝シャトーの謎』）は、 フランス語で「王家の血脈」を意味する sang réal に由来すると考えた。
Sang Réal → Sangreal → San Greal → Graal
しかし、文献に登場する年代順は逆のようである。
Graal → Saint Graal → Sangreal
リンカーンらは、「聖杯＝キリストの血脈」であるとの立場から、南フランスを舞台にした宝探しを、これに結びつけた。

### 聖杯の行方
バロック時代のフランスの画家ニコラ・プッサンの代表作『アルカディアの牧人たち』では、墓石にラテン語で "Et In Arcadia Ego"（我はアルカディアにもある）と書かれているのを牧人たちが覗き込んで想いにふける様子を描いている。"Et In Arcadia Ego"（我はアルカディアにもある）は、並び替えると"I Tego Arcana Dai"（立ち去れ！私は神の秘密を隠した！）となるとして、リンカーンらは、これをイエス・キリストの血脈に関する秘密と解釈した。
リチャード・アンドルーズらはこれを受け、問題の絵はイエスの墓の位置を示しているとして、南フランスの山中にその位置を推定した（→キリストの墓）。
テンプル騎士団がスコットランドに逃れて100年後に、テンプル騎士団の子孫『ヘンリー・シンクレア』が大西洋を西に向かってなぞの航海をしたという記録がある。サン・ベルナールの調査によるとテンプル騎士団は財産をカナダの東海岸（大西洋側）に位置するノバスコシアなどに隠したとされ、一部はアメリカにも渡ったともされている。また、『聖杯はヘラクレスの柱の向こうに眠っている』という記述もあり、カナダ説を裏付けているとされるが、『ヘラクレスの柱』の位置問題はアトランティスの研究過程でも問題となっている。
スコットランド、ミドロシアン州ロズリンの『ロズリン・チャペル』の螺旋柱の中にあると、トレヴァ・レヴンズクロフトは1962年に20年の研究の末に発表した。しかし柱という柱、建物内のすべてが金属探知機で調べられたが、結果は得られなかった。つまり、その情報は誤っていたか、『ロズリン・チャペル』に一時的に保管され、その後に『ロズリン・チャペル』以外の場所に移動された可能性もある
イングランド、スタンフォードシアにあるリッチフィールド家の庭園にあった記念石碑にも、その鍵があるという。ニコラ・プッサンの『アルカディアの牧人たち』をもとにした鏡像である。また、この石碑には"D.　O.U.O.S.V.A.V.V.　M."と、刻まれている。イギリスのプレッチリーパークの暗号研究所の元解読班員であり、ナチスドイツが第二次世界大戦中に開発した暗号機エニグマを破った男、オリヴァー・ローンが、2004年この暗号解読を試み、「Jesus (As Deity) Defy」（イエスの神性を受け入れない）という異端の立場を示したものと発表した。

## 登場作品

### 映画
- 『インディ・ジョーンズ/最後の聖戦』

聖杯で汲んだ水には不思議な効力が与えられるとされる。映画の終盤、たくさんの偽物の杯の中から本物の聖杯を選び出し、選んだ杯で水を汲み自ら飲む試練が与えられる。
偽の聖杯で汲んだ水には命を奪う力があり、飲んだ者がすぐに朽ち果ててしまった。
本物の聖杯で汲んだ水は瀕死の重傷をも癒し、ある程度の長寿の効果もある（不老長寿になるわけではない）。これらの効力によって重傷を負った登場人物の傷を癒したほか、聖杯を守護する騎士に永遠に近い長寿を与えていた。
劇中に登場する「本物の聖杯」は、内側に金箔が施された簡素な木製の杯として表現されている。
本物の聖杯には「聖杯宮殿から持ち出され、入り口の床に刻まれた十字架を踏み越えると滅ぶ」という呪いがかかっている。
- 『モンティ・パイソン・アンド・ホーリー・グレイル』

幾つもの試練を乗り越えた先でたどり着ける、アアアアの城に安置された秘宝として登場する。
アーサー王の聖杯探索を題材にしたコメディ作品ではあるが、歴史学者テリー・ジョーンズによってアーサー王伝説が成立した14世紀の時代考証は正確に行われている。

### 小説
- 『ダ・ヴィンチ・コード』

### 音楽
- リヒャルト・ワーグナー作曲　舞台神聖祝典劇『パルジファル』
- 『神秘 - Mystère』

フランスのシンガーソングライターノルウェン・ルロワは、2005 年のアルバム 『Histoires Naturelles』 でリリースされた彼女の曲 『Mystère』 の 聖杯 に触発された。

### 漫画
- 『スプリガン (漫画)』

原作：たかしげ宙、作画：皆川亮二による漫画。
血液を満たすことにより、その者の魂を保存する。

### ゲーム・アニメ
- 『Fate/stay night』

聖杯を奪い合う争いが描かれている。
また、後発の外伝作品でも、形は異なれど聖杯を巡る争いが描かれている。

## 関連書籍
- 「聖杯伝説－その起源と展開を再考する」、日本ケルト学会『ケルティック・フォーラム』第8号、2005年8月（渡邉浩司「中世フランスにおける聖杯物語群の展開」、中野節子「ウェールズの＜聖杯伝説＞」、辺見葉子「聖杯の起源再考―アイルランド・スキタイ」、古澤ゆう子「ヴォルフラム・フォン・エッシェンバハにおけるグラール」、福井千春「聖杯物語の展開」）